# Jean de Vienne (Schiff, 1984)
Die Jean de Vienne (Kennung: D643) ist eine U-Jagd-Fregatte der französischen Marine der Georges-Leygues-Klasse (Typ F70). Sie ist die vierte Einheit dieser Klasse und nach dem französischen Admiral des Hundertjährigen Krieges Jean de Vienne benannt.
Ihre Patenstadt ist Besançon, Hauptort der Region Franche-Comté.

## Geschichte
Die Jean de Vienne wurde im Oktober 1979 in Brest auf Kiel gelegt und der Stapellauf erfolgte zwei Jahre später im November 1981.
Nach der Indienststellung am 25. Mai 1984 wurde sie in die Force d’Action Navale (FAN) integriert.
In den Jahren 2001 bis 2002 nahm die Jean die Vienne an der Operation Herakles im Indischen Ozean und von 2008 bis 2009 an der Operation Atalanta vor Somalia teil.
Die Außerdienststellung erfolgte am 11. Juni 2018 und lag damit 4 Jahre über der geplanten Dienstzeit von 30 Jahren.